# Datapoint
Datapoint Corporation, originariamente nota come Computer Terminal Corporation (CTC), è stata una società produttrice di computer con sede a San Antonio, Texas (USA). Fu fondata nel 1967 da Phil Ray e Austin O. "Gus" Roche e i suoi primi prodotti furono, come si evince dal nome originale, dei terminali di computer intesi come sostituti delle telescriventi connesse ai sistemi time-sharing. Nell'ottobre del 1969 la compagnia aumentò il suo capitale a 4 milioni di dollari attraverso un'offerta pubblica iniziale.

## Primi anni: ruolo di CTC nella storia dei computer

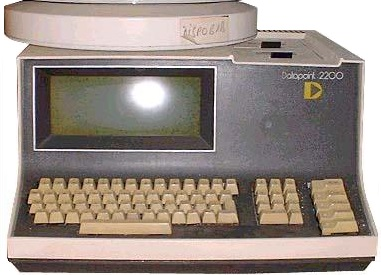
Datapoint 2200

CTC è accreditata da alcuni storici di aver inventato il personal computer. Il suo prodotto più famoso, il Datapoint 2200, era un terminale programmabile che poteva connettersi a diversi mainframe semplicemente caricando diversi emulatori memorizzati su cassette a nastro, anche se esso poteva essere utilizzato come un semplice computer programmabile.
Il Datapoint 2200 portò inoltre allo sviluppo del primo microprocessore ad 8 bit. Dato che CTC non riteneva che il suo terminale potesse servire agli scopi per cui era stato progettato usando una CPU costituita da chip TTL, pensò di utilizzare un prodotto del tutto nuovo: un microprocessore su singolo chip. Contattò quindi Intel e Texas Instruments per la sua realizzazione ma nessuno dei due produttori rispettò la scadenza prevista da CTC per l'offerta di un prodotto ritenuto valido. Conseguentemente, il Datapoint 2200 fu assemblato utilizzando chip realizzati da Datapoint con la tecnologia SSI/MSI disponibile all'epoca. Le specifiche che CTC aveva passato furono rielaborate da Intel portando allo sviluppo dell'Intel 8008, progettato riprendendo il set di istruzioni ideato da CTC.
Così l'architettura oggi dominante, usata nella famiglia "x86" dei processori di Intel e delle CPU compatibili prodotte da AMD e da altri, ha le sue radici direttamente in CTC.
Il 2200 aveva un'unità dischi per i dischi da 8 pollici a singola faccia e singola densità di Shugart, risultando il primo computer commerciale ad includere tale dispositivo.
Il Datapoint 2201 divenne così popolare che CTC cambiò in seguito il suo nome in Datapoint Corp..
Altre invenzioni di Datapoint furono l'ARCnet del 1977, che era un protocollo LAN token passing ed il linguaggio di programmazione ad alto livello PL/B, inizialmente chiamato Databus (da DATApoint BUSiness language), che girava sull'interprete multi-utente Datashare.
Altri prodotti furono il MIDS (Mapped Intelligent Disc System), un sistema che collegava i terminali della serie 2200 ad un unico sistema di memorizzazione di massa e calcolo distribuito.
I sistemi operativi proprietari includevano la gestione dei dischi e la schedulazione real-time per cui Datapoint lentamente passò ai sistemi basati sui processori Intel 80386.
La tecnologia ARCnet fu rimpiazzata da ARCnetplus, che forniva una trasmissione a 20 Mbit/s ed includeva delle novità quali il LiteLink, che utilizzava la tecnologia infrarossa per collegare i sistemi di edifici adiacenti. L'ARCHnetplus fu presentato all'incirca quando arrivò l'Ethernet a 100 Mbit/s per cui non riuscì a conquistare una grossa fetta di mercato.
Datapoint sviluppò anche una delle prime implementazioni Picture-in-Picture per i sistemi di videoconferenza chiamata MINX (Multimedia Information Network eXchange).

## Apice e declino
Negli anni ottanta Datapoint fu inserita anche in "Fortune 500", l'elenco delle 500 migliori società americane per fatturato. Per incrementare le vendite i suoi agenti incoraggiavano i clienti a piazzare alla fine dell'anno fiscale ingenti ordini di materiale, permettendo alla società di conteggiare tali ordini come ricavi anche se il denaro non era stato ancora materialmente ricevuto e, in alcuni casi, gli articoli acquistati neanche prodotti.
Quando alcuni dei clienti fallirono prima di pagare i loro conti, Datapoint dovette convertire molte delle vendite registrate con questo sistema in debiti: a causa di ciò la società nel 1982 perse nel giro di pochi mesi 800 milioni di dollari di capitalizzazione. La Securities and Exchange Commission (SEC), l'organismo che controlla la Borsa americana, intimò a Datapoint di cessare la suddetta pratica.

## Tracollo e rinascita
Nel 1985 il raider Asher Edelman acquistò la società e separò il ramo aziendale che seguiva i servizi creando una nuova società denominata Intelogic Trace, Inc.. Inizialmente Intelogic si specializzò nei servizi ai clienti dei prodotti Datapoint ma, successivamente, iniziò a supportare anche i prodotti di altri costruttori. Ma anche Intelogic iniziò ad avere problemi finanziari e, il 6 aprile 1995, dichiarò bancarotta e le sue proprietà vendute ad una società della Pennsylvania.
La stessa Datapoint intraprese una battaglia per il controllo della società che attirò le attenzioni di SEC e, nonostante il lanciò di nuovi prodotti, non riuscì più a riconquistare i traguardi raggiunti negli anni precedenti.
Nel dicembre del 1999 tutte le tecnologie di videocomunicazione brevettate da Datapoint, insieme a tutto l'inventario e le attività associate al mercato video furono vendute ad uno dei suoi rivenditori: nacque così la società denominata VUGATE, in cui confluirono anche diversi dipendenti del ramo video di Datapoint. La società esiste ancora.
Il 3 marzo 2000 Datapoint fu dichiarata fallita secondo quanto stabilito dal Capitolo 11 della legislazione americana in merito di bancarotte e il 19 giugno 2000 vendette il nome "Datapoint" e varie altre attività per 49,3 milioni di dollari alla sua sussidiaria europea che il suo settore di competenza uscendo dal mercato dei computer per entrare in quello delle apparecchiature per call center. La sede della nuova Datapoint è a Brentford, Inghilterra, con uffici anche a Manchester (Inghilterra) e Madrid, Spagna.
Sempre il 19 giugno 2000 ciò che restava della Datapoint americana cambiò il suo nome in Dynacore Holdings Corporation e formò una sussidiaria che intentò 14 cause legali basate su 2 brevetti riconducibili a Datapoint riguardo alle LAN. Con soli 1,3 milioni di dollari che restavano dalla vendita delle attività europee dopo il saldo dei debiti e con nessun prodotto rimasto da vendere (i ricavi del primo semestre del 2001 ammontavano a 9.000 dollari mentre quelli dell'anno successivo risultarono pari a zero), Dynacore si mise in cerca di una società da acquistare. Nel febbraio del 2003 Dynacore acquistò la CattleSale Company .
Nell'aprile del 2003 Datapoint U.S.A., Inc. assunse il controllo di tutti i prodotti relativi ai sistemi operativi RMS (Resource Management System) di Datapoint Group (UK). Datapoint U.S.A., Inc. ha sede a San Antonio, Texas, e continua lo sviluppo, la manutenzione ed il supporto di tali sistemi.
Il palazzo sede di Datapoint USA si trova in una strada che porta ancora il nome di Datapoint Drive.
Gli uffici inglesi e le sue sussidiarie europee sono state acquistate da Alchemy Partners e da allora hanno avuto buoni risultati economici: la società, che dà lavoro a 270 dipendenti, ha registrato nel 2007 un fatturato di 60 milioni di sterline. Sempre nello stesso anno ha acquistato da Avaya le attività legate ai contatti telefonici. Datapoint ha clienti in 41 Paesi e sedi a Londra, Dublino, Barcellona, Milano, Parigi, Monaco di Baviera e Utrecht.
Il 12 settembre 2013 Datapoint ha annunciato la vendita delle sedi in UK e Irlanda alla società inglese Maintel.
Da questa cessione nasce Datapoint Europe che continua a portare avanti le attività nei mercati dell'Europa continentale.